# Annemarie Ackermann
Pour les articles homonymes, voir Ackermann.
Annemarie Ackermann (Ratkovo, 26 mai 1913 - Königswinter, 18 février 1994) est une femme politique allemande, membre de l'Union chrétienne-démocrate d'Allemagne. Elle est députée au Bundestag.